# Scarlet Chives
Scarlet Chives er et Shoegazing/Dreampop band fra Danmark. Gruppen hed tidligere Majorian. Gruppen består af Maria Mortensen, Brian Batz, Peter Esben, Rasmus Lindahl og Daniel Kolind.

## Eksterne Henvisninger
Facebookkonto: ScarletChives 
| Musikgruppe | Spire Denne artikel om en dansk musikgruppe er en spire som bør udbygges. Du er velkommen til at hjælpe Wikipedia ved at udvide den. |